# Junebug
Junebug es una película de comedia dramática estadounidense de 2005 dirigida por Phil Morrison. Amy Adams recibió una nominación al Premio Óscar por su papel secundario en la película.

## Trama
Cuando la marchante de arte Madeleine viaja de Chicago a Carolina del Norte en busca de un pintor local autodidacta para su galería de arte marginal, aprovecha para conocer y alojarse con la familia de su nuevo marido, George, que vive cerca.
Allí están su madre Peg; su padre Eugene, reservado y contemplativo; y su hermano Johnny, huraño y resentido, de veintitantos años, que, aunque está casado, vive en casa. Está estudiando para obtener el título de bachillerato mientras trabaja en Replacements, Ltd. como tramitador de pedidos. Johnny se casó con su esposa Ashley, ahora embarazada, antes de que ninguno de los dos terminara el instituto. Las relaciones entre Johnny y Ashley son tensas, ya que Ashley cree que un bebé resolverá sus problemas matrimoniales.
Madeleine y George se quedan en la guardería del esperado bebé, y Madeleine se hace amiga de Ashley, que es muy dulce y simpática, aunque algo ingenua y habladora. La familia lleva a Madeleine a un acto social de la iglesia, donde le piden a George que cante un himno. Madeleine no está acostumbrada a las manifestaciones religiosas intensas, pero no hace ningún comentario. Asiste a la fiesta del bebé de Ashley y le regala a su cuñada una antigua cuchara de plata, que destaca entre los demás regalos. Madeleine descubre que no sabe mucho de George, ya que sólo llevan seis meses casados y sólo se conocían una semana antes de la unión.
El artista al que Madeleine persigue vacila a la hora de firmar con su galería. Ashley se pone de parto y la familia acude al hospital con ella. Madeleine decide ir y convencer al artista para que firme con su galería, lo que enfada brevemente a George. Madeleine llama a George para hablarle maravillas del artista (le impresiona su obra, pero le choca su antisemitismo) sin preguntarle por el bebé. George la interrumpe y le informa de que el hijo de Ashley ha nacido muerto, lo que hace que Madeleine se sienta doblemente culpable. El artista y su hermana llevan a Madeleine de vuelta a casa de sus suegros, y más tarde ella se sienta con Eugene en el porche trasero y llora. Mientras tanto, George apoya a Ashley en el hospital, quien expresa que George siempre está ahí cuando Ashley lo necesita. George besa a Ashley en la frente y se marcha. George vuelve a casa y tiene un encuentro sin palabras en el garaje con su hermano, Johnny, que le lanza una herramienta, hiriéndole en la frente. George no hace nada en respuesta.
Al día siguiente, George y Madeleine se preparan para marcharse. Johnny llama a Ashley y le sugiere que "vuelvan a intentarlo", a lo que Ashley chilla entusiasmada. Mientras George y Madeleine conducen por la autopista y aceleran, George comenta: "Me alegro tanto de que hayamos salido de allí", mientras Madeleine acaricia el cuello de George con su mano izquierda.

## Recepción
La película se estrenó en el Festival de Cine de Sundance de 2005, donde Adams ganó un Premio Especial del Jurado por su actuación. En el sitio web del agregador de reseñas Rotten Tomatoes, Junebug tiene un índice de aprobación del 86% basado en 135 reseñas y una calificación promedio de 7.50/10. El consenso crítico del sitio web afirma: "Con la ayuda y la complicidad de un elenco maravilloso, el director Phil Morrison transforma el material familiar en una comedia resonante y discreta". Metacritic asignó a la película una puntuación media ponderada de 80 sobre 100, basada en 34 críticos, lo que indica "críticas generalmente favorables".